# Aibolandia
Aibolandia (en sueco: Aiboland), también conocido como Estonia sueca (en sueco: Svenskestland) o Egelandia, es el área geográfica y nombre utilizado para las áreas y ciudades históricamente de habla sueca del norte y oeste de Estonia.

## Geografía
Aibolandia incluye las islas de Saaremaa (en sueco: Ösel), Hiiumaa (en sueco: Dagö), Muhu (en sueco: Moon), Vormsi (en sueco: Ormsö), y Ruhnu (en sueco: Runö), así como Naissaar (en sueco: Nargö), Osmussaar (en sueco: Odensholm), y las islas Pakri (en sueco: Rågöarna). En el continente, esto incluye el área alrededor de Haapsalu (en sueco: Hapsal) en la costa norte de Estonia, incluida Noarootsi (en sueco: Nuckö).

## Historia
En 1939, la Unión Soviética obligó a Estonia a firmar un tratado para establecer bases militares. Muchas de las islas donde se asentaron los suecos estonios fueron confiscadas, se construyeron bases y los indígenas se vieron obligados a abandonar sus hogares. Un año después, Estonia fue anexionada por la Unión Soviética. Los suecos estonios fueron reclutados para el servicio militar en el Ejército Rojo bajo la ocupación soviética y en la Wehrmacht durante la ocupación alemana. Durante la Segunda Guerra Mundial, en el verano de 1944, casi todos los suecos estonios que vivían en Aibolandia huyeron a Suecia antes de que el Ejército Rojo invadiera los estados bálticos. 
Hoy en día, un pequeño grupo de suecos estonios se está reorganizando y restableciendo su cultura mediante el estudio del idioma y la cultura suecos. Están dirigidos por el Consejo Sueco de Estonia, que cuenta con el apoyo del gobierno de Estonia. En 2000 había unos 300 suecos en Estonia, pero los dialectos suecos estonios están casi extintos.
En 1782, los suecos estonios fundaron el asentamiento de Gammalsvenskby (aldea alemana de los antiguos suecos estonios) en lo que hoy es el sur de Ucrania. Los residentes de origen estonio-sueco todavía viven allí hoy.